# Дозволена хімічна реакція
Дозво́лена хімі́чна реа́кція (англ. allowed reaction) — хімічна реакція, яка згідно з певним критерієм може відбутись. Такими критеріями зокрема є термодинамічний, кінетичний, квантово-хімічний, топохімічний.
- За термодинамічним до дозволених реакцій відносять ті, при яких зміна термодинамічного потенціалу є від'ємною.
- До кінетично дозволених відносять такі, що мають низьку енергію активації.
- До дозволених за симетрією (квантово-хімічний критерій) належать такі, при яких перетворення молекулярних орбіталей частинок реактантів у молекулярні орбіталі частинок продуктів відбувається неперервно на шляху реакції і при цьому симетрія орбіталей залишається незмінною.
- До топохімічно дозволених належать такі реакції на поверхні, структура перехідного стану в яких узгоджується з кристалічною структурою поверхні.